# Cueva de Ekain
La cueva de Ekain (en euskera: Ekaingo leizea o Ekaingo koba) es una caverna situada en el municipio guipuzcoano de Deva (España), descubierta en 1969, y que alberga varios conjuntos de pinturas rupestres datadas en el período Magdaleniense (Paleolítico Superior). La importancia de estas pinturas hace que la cueva esté considerada como uno de los principales santuarios prehistóricos europeos junto a Lascaux, Niaux y Altamira, motivo por el cual fue incluida en 2008 en la lista del Patrimonio de la Humanidad de la Unesco, como parte del conjunto «Cueva de Altamira y arte rupestre paleolítico de la cornisa cantábrica».
Entre los diferentes conjuntos de pinturas rupestres que alberga Ekain destaca el conocido como «panel de los caballos», que el antropólogo y arqueólogo Jesús Altuna calificó en su libro Lehen Euskal Herria como «uno de los conjuntos de caballos más bellos de todo el arte franco-cantábrico». También destaca la pieza conocida como «contorno recortado de ave», tallada en una costilla de bovino y que representa un ave, algo muy poco habitual en esa época en que la mayoría de contornos representados corresponden a bisontes, caballos, cabras o ciervos.
Debido a la importancia del yacimiento y con el objetivo de preservar las pinturas originales evitando su degradación, se decidió no abrir la cueva al público y realizar una réplica de la misma, como ya se había hecho previamente en Lascaux, Niaux y Altamira. El resultado es Ekainberri, una infraestructura cultural ubicada en las proximidades de la cueva que permite dar a conocer el yacimiento al público al mismo tiempo que se asegura su adecuada conservación.

## Situación
La cueva de Ekain se ubica en la colina que le da nombre, en la villa de Deva y en el valle de Goltzibar, arroyo que pertenece a la cuenca del Urola, muy cerca de la población de Cestona, a escasos 1.500m de la misma. Delante de la boca de la cueva se unen los arroyos de Goltzibar y Beliosoerreka formando la regata de Sastarrain, que desemboca en el cercano Urola.
Dada la fragilidad de las pinturas y para preservar su conservación, se ha realizado una réplica de las pinturas cerca de la ubicación de la cueva original, al lado de Cestona; es Ekainberri.

## Historia
La cueva fue descubierta en 1969 por Rafael Rezabal y Andoni Albizuri, miembros de la sociedad cultural azpeitiana Antxieta, aficionados a la búsqueda de restos arqueológicos. En una de sus exploraciones por el monte Izarraitz, siguiendo el curso de la regata Goltzibar, descubrieron un lugar singular, idóneo para un asentamiento prehistórico. El 1 de junio de 1969 encontraron la entrada de la cueva, que exploraron el día 8 del mismo mes, descubriendo la galería de las pinturas después de abrirse paso por un pequeño pasillo retirando unas rocas que lo cegaban. 
Los primeros estudios estuvieron a cargo de José Miguel de Barandiarán y Jesús Altuna, pertenecientes a la Sociedad de Ciencias Aranzadi, que publicaron sus conclusiones a finales de ese mismo año en la revista Munibe (órgano de la Sociedad de Ciencias Naturales Aranzadi); un segundo estudio de las figuras se volvió a publicar en esta misma revista en 1978. Las catas realizadas en la entrada de la cueva dieron como resultado la verificación de la existencia de un yacimiento prehistórico. El yacimiento fue excavado y estudiado entre 1969 y 1975, a lo largo de 6 campañas de excavaciones efectuadas por la Sociedad de Ciencias Aranzadi, con financiación de la Diputación de Guipúzcoa. Las tres primeras campañas estuvieron bajo la dirección de José Miguel Barandiarán. En los hallazgos posteriores se encontraron restos que atestiguan la ocupación de la cueva en varios períodos, así como la ocupación de la misma por osos de las cavernas. Se realizó una ampliación de los estudios en 1978.
En 1984 se publicaron todos los estudios efectuados hasta la fecha sobre el yacimiento y las pinturas.
Las pinturas fueron calificadas como pertenecientes al período Magdaleniense del Paleolítico Superior y de una calidad excepcional, similar a las de Altamira o Lascaux. En julio de 2008, fue declarado el conjunto por la Unesco Patrimonio de la Humanidad.

### La réplica
Dada la importancia del yacimiento y las características de la cueva, se decidió no abrirla al público y construir una réplica de la misma, junto a un equipamiento cultural más extenso que explicara el periodo prehistórico en el que se hicieron las pinturas. Fruto de ese proyecto es Ekainberri, la réplica de la cueva de Ekain.
La réplica se puso en manos de la Fundación Ekain, en la que participan la Diputación Foral de Guipúzcoa, el Gobierno Vasco y el Ayuntamiento de Cestona. La gestión de la infraestructura corrió a cargo de la Unión Temporal de Empresas formada por Arazi y la Sociedad de Ciencias Aranzadi. 
Se halla a la entrada del valle de Sastarrain, 600 metros antes de llegar a la cueva original. La réplica está realizada la empresa ZK Productions de Montignac (Francia), bajo la dirección de Renaud Sanson. La dirección científica del proyecto es de Jesús Altuna. La escenografía que conforma la réplica consta de dos partes diferenciadasː una, la llamada "de detalle", la realizó la empresa ZK Productions mientras que la complementaria la ha hecho la empresa eibarresa Alfa Arte, la cual también se ha ocupado del montaje de la estructura, la pasarela, el aire acondicionado, la luz escenográfica y el recorrido del agua por la escenografía. Junto a estas dos empresas, y completanto el resto de instalaciones del complejo, han trabajado otras varias.
La construcción de la réplica de la cueva de Ekain y las instalaciones complementarias se ha dilatado por mucho tiempo por diversas circunstancias. Una vez construido el edificio donde se iba a ubicar la réplica, por problemas económicos se paró la obra durante 8 años. La realización del panel de las pinturas, que partió de una tomografía digital en 3D de las salas originales, tardó más de dos años en plasmarse en polietileno, recubierto después de mortero y posteriormente policromado.

## Estudios
El yacimiento y las pinturas de Ekain fueron estudiadas nada más tener noticias de las mismas. J. M. Barandiarán y J. Altuna, de la Sociedad de Ciencias Aranzadi, publicaron un estudio preliminar en diciembre de 1969, pocos meses después de su descubrimiento. Posteriormente se abrió una campaña de excavaciones que terminó en 1975 y luego, en 1978, se realizó una ampliación de los estudios. Toda la información obtenida fue publicada.

### Niveles
Las excavaciones arqueológicas indican restos desde el Paleolítico Superior con evidencias chatelperronienses. En el nivel X se ha datado en una edad superior a los 30.600 años. En el nivel IX hay numerosos restos de osos de las cavernas y alguna pieza de aspecto auriñacoide. En el nivel VIII ya no se muestran restos de osos de las cavernas, hallándose algunas piezas de industria lítica poco significativas.
En el nivel VII, perteneciente al Magdaleniense Inferior, se muestran evidencias fehacientes de la presencia humana. Está localizada en el vestíbulo de la caverna y constaba de cuatro hogares. Hay numerosos restos de alimentación e industria, tanto lítica como ósea. Por el estudio de los restos alimenticios se concluye que la ocupación tenía lugar en verano (los restos de alimentación indican una alimentación basada en cervatillos y ciervas; al no haber restos de animales de entre 6 y 10 meses, se estima que la estancia no era ocupada en invierno).
En el nivel VI, datado en 12 050 años y perteneciente también al Magdaleniense Inferior, se han hallado arpones típicos de dicha época y evidencias de la especialización en la caza de la cabra montesa, especie que habitaba en el cercano Izarraitz. La ocupación de la estancia tenía todavía carácter temporal. Entre los hallazgos de este nivel destaca una plaqueta de piedra arenisca en la que hay grabados una cabra montés, un ciervo y un caballo. Este elemento fue hallado en 7 trozos dispersos y está datada en 12 000 años.
Los estratos superiores son ya del período Aziliense, donde las costumbres y forma de vida fueron diferentes.

### La cueva y las pinturas

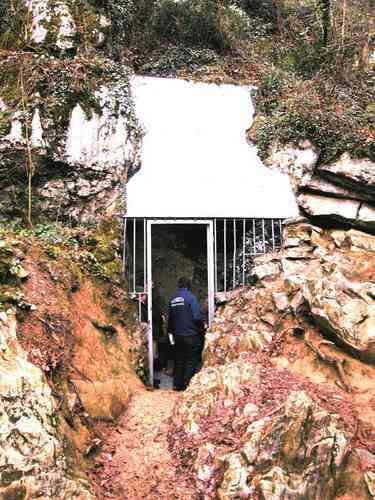
La entrada a la cueva en 2004

La cueva de Ekain consta de varias salas y galerías, cada una de ellas tiene unas características propias y ha sido bautizada con un nombre en consonancia. Se han hallado un total de 70 figuras distribuidas por las diferentes galerías. 64 de las figuras son pintadas y, el resto, grabadas. El número de figuras depende de si se contabilizan algunos trazos ligados a ellas, o no. Cerca del 58% de las figuras son caballos. Los animales más representados no son los más utilizados para la alimentación de quienes habitaron la cueva, según se desprende de los hallazgos de las excavaciones. 
Hay tres conjuntos que cuentan con más de cinco figuras, y los caballos pintados corresponden con el tipo de caballo existente en el periodo final del Paleolítico, con crin corta y enhiesta, manchas en el cuello, vientre más claro que el lomo y cebraduras en extremidades y cuello.
El color es negro y rojo; el negro está realizado con carbón vegetal o manganeso y el rojo procede de la limonita, un mineral natural de óxido de hierro.

La entrada y Erdibide
La entrada original de la cueva tenía forma de arco con una altura de 1,20m y una anchura, en la base, de 2,30. Después de atravesar una zona estrecha, la bóveda se eleva, permitiendo a un adulto permanecer erguido. La galería que se abre a la entrada recibe el nombre de Erdibide, su suelo es estalagmítico y en pequeña pendiente, algo estrecha. En esta galería se halla la primera pintura, a los 6 metros de su comienzo, un trazo en negro. Más adelante hay una gran cabeza de caballo, que está a 50m de la entrada de la cueva (la mayor existente en la cueva), situada en un punto estratégico desde donde se ve un bloque de piedra que se semeja a la cabeza de un caballo (este bloque está en la sala llamada Erdialde). La cabeza pintada está realizada en tinta plana y dirigida hacia la derecha. Pintada con manganeso, el contorno se hace más oscuro en las fauces, estando las sienes y el comienzo de la crin más claros. El ojo y las orejas están bien indicados.

Sala Zaldei
Esta es la sala más importante de la cueva por ubicarse en ella el gran panel de caballos. El suelo es estalagmítico con pequeños accidentes por los gours. A ambos lados se sitúan sendos conjuntos de figuras, donde la mayor parte de ellas son caballos, a estos dan paso dos bisontes situados, cada uno, en una pared. Los caballos parecen corresponder a los que habitaban la zona en aquella época, con crin enhiesta (que se representa con una serie de trazos verticales y cortos), diferente coloración entre las regiones dorsal y ventral (representada por una línea en "M") y cebraduras en los antebrazos. 
El gran panel de caballos de la pared derecha está compuesto por 18 figuras, de las cuales 11 son equinos. 15 de los animales se orientan a la izquierda, hacia el "nicho del oso" que está situado en la sala Artzei. Las figuras no se sobreponen y están representadas de diferentes formas, algunas tienen contorno negro, otras modelado interno negro, otras están hechas en negro y rojo y, otras, grabadas. El negro es de carbón de leña.
En la pared izquierda hay 8 caballos orientados hacia la derecha, también hacia el "nido del oso".
Las figuras de los bisontes están realizadas aprovechando un reborde rocoso natural, completando el resto del cuerpo por la pintura. Este reborde conforma la línea dorsal y la cola.

Sala Artzei
En esta sala se sitúa el nido del oso. Es una plataforma en la cual, en un bajo techo, escondidos de la vista, hay pintada una pareja de osos similares a los actuales. Los osos están pintados con manganeso en negro (junto con la gran cabeza de caballo, son las únicas figuras hechas con manganeso).
Parece ser que esta sala es el punto central del santuario, ya que la mayoría de los caballos, todos los de las salas de Zaldei y Azkenzaldei, miran hacia aquí.

Galería Auntzei
Es una galería de 15m de largo y 2 de ancho, sin salida. En este lugar hay varias figuras de animales, ningún caballo. Hay 2 ciervos, 4 cabras y 1 salmón. En esta galería hay restos de haber sido usada por los osos de las cavernas.
Los ciervos forman un pequeño conjunto en el que se representa a una cierva y a un ciervo que están grabados y no pintados (son las únicas figuras exclusivamente grabadas de la cueva). El ciervo comprende la cabeza, con la cuerna representada vista de frente y los detalles de la oreja, nariz y ojo, el cuello, el dorso completo y las nalgas. De la cierva solo se ha representado la cabeza y el cuello.
El salmón se representa en silueta completa con boca, opérculo, aletas y línea lateral; las aletas dorsal y pares son menos visibles. Para la realización del ojo y de la línea dorsal se han usado elementos de la pared. La silueta, de 55cm de longitud y orientada al interior de la galería, está pintada en negro.
Hay varias figuras de cabras en ambas paredes; en una de ellas se representa la cabeza, en la que destacan los cuernos que se ven en perspectiva frontal, el cuello y el comienzo de la línea dorsal. En la pared de enfrente hay una figura de cabra de 20cm de longitud, representada tumbada mirando a la izquierda. Está pintada en negro y rellena de pintura.
Sala Erdialde
Esta sala es la de mayor amplitud de toda la cueva; en ella está el bloque de piedra que se asemeja a un caballo (se estima que este pudo ser el motivo por el cual la cueva fue elegida como santuario del caballo). En la parte baja de este bloque y en la pared trasera del mismo hay dos figuras pintadas, un caballo y un bisonte.

### El santuario
Se ha calificado Ekain como un santuario de los denominados profundos, al estar las figuras alejadas de la entrada y sin que las alcance en ningún momento la luz del sol. Está dividido en tres zonas separadas, en las que el bloque que representa un caballo y el nido del oso tienen una especial significación. 
Se estima que la cueva estuvo deshabitada en el periodo en el que se realizaron las pinturas.

### ¿Pintaban lo que comían?
La investigación integral de los yacimientos ha demostrado que el fin mismo del arte no fue la caza, ya que no existe una relación directa entre la fauna representada y los restos recuperados en los lugares donde vivían. En algunas cuevas, como Ekain, se comprueba que si bien el de los caballos es el tema más frecuente de sus pinturas, el ciervo en algunas épocas, y la cabra después, eran las especies más cazadas.
| Fauna          | Representada en la cueva de Ekain | Cazada en el Magdaleniense Superior de la cueva de Ekain |
| -------------- | --------------------------------- | -------------------------------------------------------- |
| Caballo        | 60% ±                             | 0,5% ±                                                   |
| Bisonte y uro  | 20% ±                             | 1% ±                                                     |
| Cabra          | 10% ±                             | 65% ±                                                    |
| Ciervo         | 5% ±                              | 4% ±                                                     |
| Oso pardo      | 5% ±                              | ∅                                                        |
| Rinoceronte    | 5% ±                              | 0,5% ±                                                   |
| Pez            | 5% ±                              | ∅                                                        |
| Oso cavernario | ∅                                 | 0'5% ±                                                   |
| Reno           | ∅                                 | 2% ±                                                     |
| Rebeco         | ∅                                 | 4% ±                                                     |
| Corzo          | ∅                                 | 1% ±                                                     |

## El contorno recortado de ave
En las excavaciones realizadas en el año 2008, dirigidas por Javier Altuna, se halló la pieza denominada «contorno recortado de ave», que se trata de una talla del contorno de un ave en un hueso de costilla de un uro o bisonte que previamente había sido preparado, hendiéndolo en un plano paralelo a su superficie y desgastando la zona interna. También se ha quemado suavemente, dándole un tono entre marrón y negro. Se ha datado, mediante otro hueso hallado a su lado, en el Magdaleniense Medio. 
La representación de un ave es una cosa excepcional, ya que la mayoría de los contornos recortados de esa época representados en la zona cantábrica, pirenaica y aquitana son, mayormente, de caballos, sarrios, cabras, bisontes y ciervas, aunque también se han hallado algunos peces. Han sido realizadas en hioides de caballo y tienen perforaciones de suspensión. Esta pieza carece de perforaciones y está hecha en una costilla de bovino. También la forma de representación en perspectiva torcida, para que parezcan dos alas, es excepcional.
A diferencia de los mamíferos, las aves no se prestan para la formación de perfiles estáticos. La representada en esta pieza está en actitud de zambullirse, como si fuera un martín pescador. Pero no se sabe si eso es lo que se ha querido representar o es así debido a que no cabrían en la costilla las alas extendidas. 
La longitud total de la pieza, desde la cabeza del ave a la cola, es de 66,2mm con una anchura de 19mm entre las alas y un espesor 3,3mm. La representación del ave está realizada con una perspectiva torcida, la cabeza se ve de perfil (según un plano sagital que divide al animal en dos partes simétricas), mientras que el cuerpo se aprecia desde un plano frontal, viéndose las dos alas a la vez. La figura está representada por el dorso y la espalda en vez de los contornos de los lados.
En la cara externa de la pieza se destacan las alas bien señaladas y aplicadas al cuerpo, separadas por sendos surcos. Se distinguen cinco recortes en el ala superior y seis en la inferior, teniendo un borde festoneado entre el cuerpo y las alas. En esos surcos hay tres incisiones profundas transversales, que tienen otras ocho incisiones cortas y perpendiculares a las anteriores.
En la cola hay doce incisiones con forma de cuña alineadas en tres hileras longitudinales de cuatro ángulos. Las incisiones fueron realizadas por un instrumento largo que en su extremo tendría un filo mellado.
En la cara interna se aprecia el mentón, en el que hay cinco incisiones cortas y oblicuas y un rasgado longitudinal. Las alas se han hecho de la misma forma que en la cara externa. Entre ellas hay siete líneas transversales, pero sin las perpendiculares que hay en el otro lado.